# Hyphovatus manfredi
Hyphovatus manfredi là một loài bọ cánh cứng trong họ Bọ nước. Loài này được Wewalka & Biström miêu tả khoa học năm 1994.